# 11726 Edgerton
11726 Edgerton eller 1998 JA är en asteroid i huvudbältet som upptäcktes den 1 maj 1998 av den amerikanske amatörastronomen Robert Linderholm vid Lime Creek-observatoriet. Den är uppkallade efter Harold Eugene Edgerton.
Asteroiden har en diameter på ungefär 16 kilometer.